# Eleocharis pallens
Eleocharis pallens är en halvgräsart som beskrevs av Stanley Thatcher Blake. Eleocharis pallens ingår i släktet småsäv, och familjen halvgräs. Inga underarter finns listade i Catalogue of Life.